# Falte (Geologie)

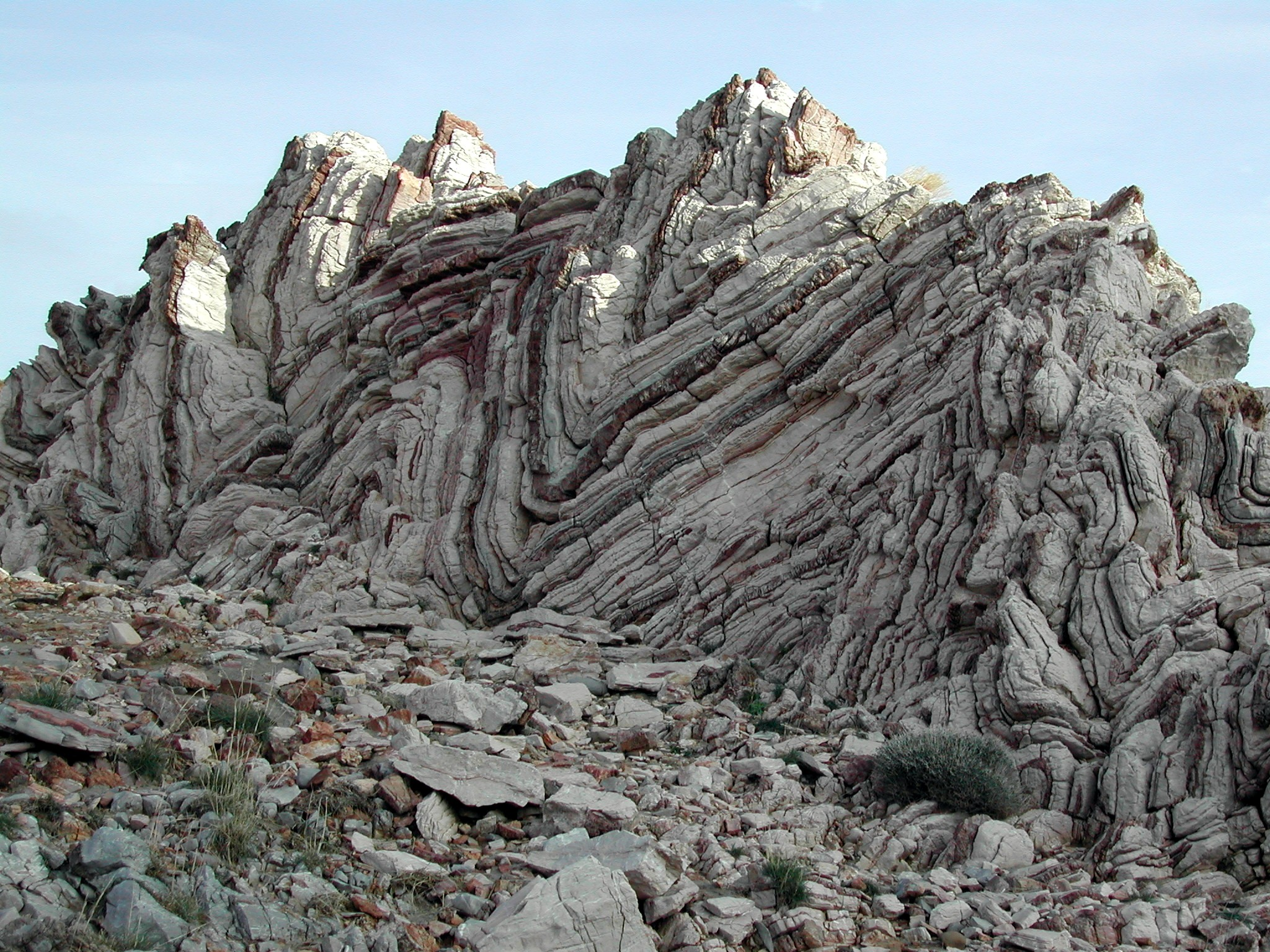
Faltung bei Ágios Pávlos auf Kreta

Eine Falte ist die Verbiegung oder Krümmung einer oder mehrerer geologischer Grenzflächen wie etwa der Schichtung von Sedimentgesteinen oder der Kontaktflächen eines magmatischen Ganges zu seinem Nebengestein. Faltung ist der Prozess der Faltenbildung, bezeichnet in der regionalen und historischen Geologie jedoch zusätzlich voneinander abgrenzbare gebirgsbildende Ereignisse. Eine Falte kann dabei regional bis makroskopisch sein.  Durch ihre Entstehung, zeitliche Abfolge oder Form zusammengehörige Falten eines Gebietes werden als Faltensystem bezeichnet. Der Begriff Faltensystem findet darüber hinaus Verwendung als Synonym für Faltengebirge oder Faltengürtel.

## Beschreibung

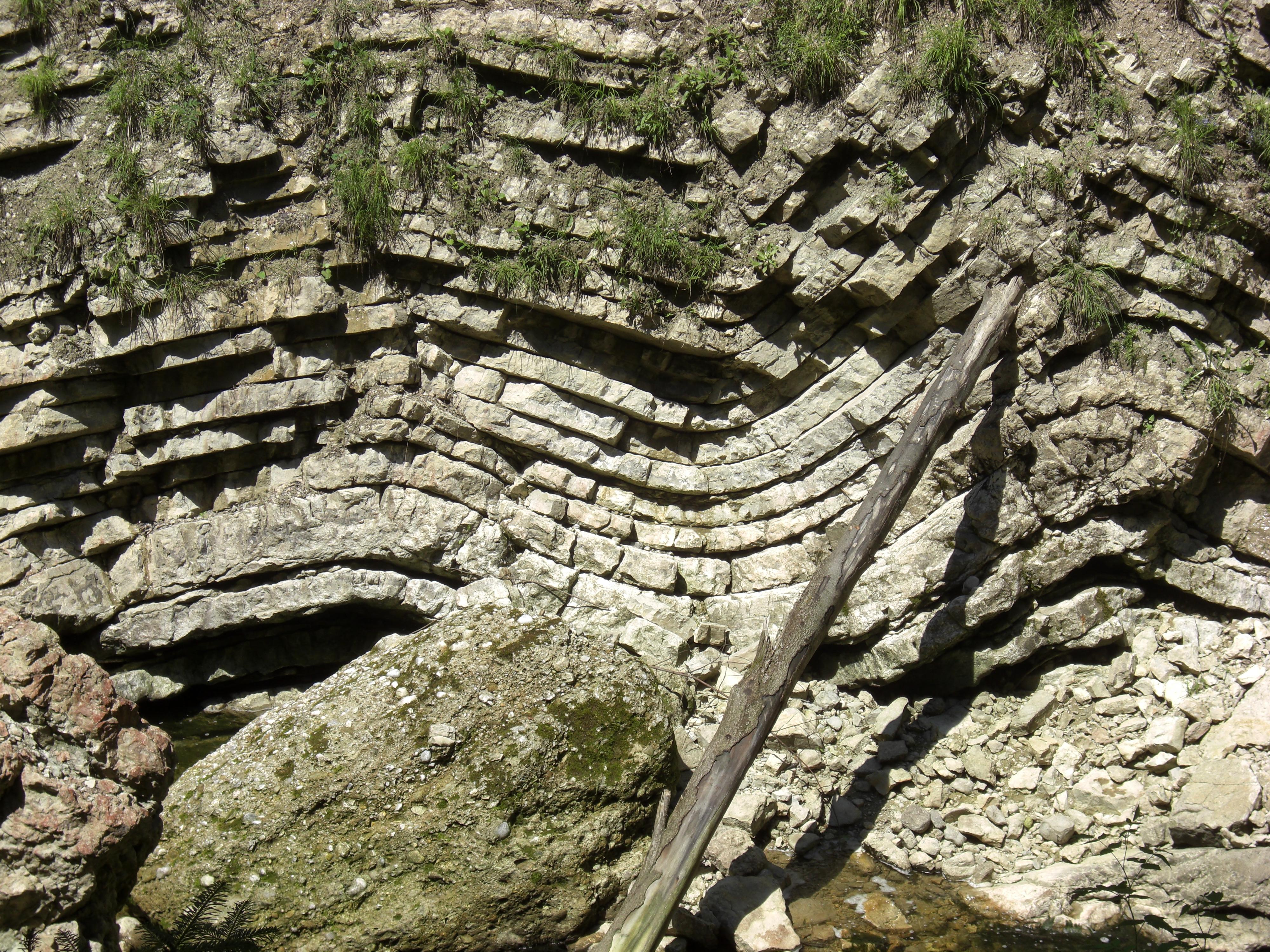
Gefaltete Kalkschichten in der Glasenbachklamm bei Salzburg

Bei einer Faltung werden Gesteins-Schichten durch Druck von außen zumeist wellenförmig verformt. Nach dem mechanischen Verhalten der Gesteinsschichten bei der Verfaltung unterscheidet man:
- kompetente Gesteine; meist dickbankige, harte Gesteinsschichten, die einer Verformung massiven Widerstand entgegensetzen und deshalb ihre Mächtigkeit auch bei hohem seitlichem Druck nur minimal ändern, beispielsweise Kalkstein
- inkompetente Gesteine; plastische, leicht verformbare Ton-, Mergel- oder Salzschichten

Wird ein Sedimentgestein mit abwechslungsweise kompetenten und inkompetenten Schichten verformt, so „fließt“ ein Teil der inkompetenten Matrix in die Faltenscharniere.
Es bilden sich:
- Biegefalten bei relativ homogenem Untergrund
- Scherfalten bei stark in der Festigkeit variierenden Schichten
- Fließfalten bei kleinskaligen Bewegungen in sehr mobilem Gestein wie etwa Magmaschmelzen.

Allerdings muss das Gestein ein gewisses Mass an Heterogenität haben, damit die Falte überhaupt sichtbar wird.

## Terminologie

Faltenterminologie, hier am Beispiel einer symmetrischen Falte

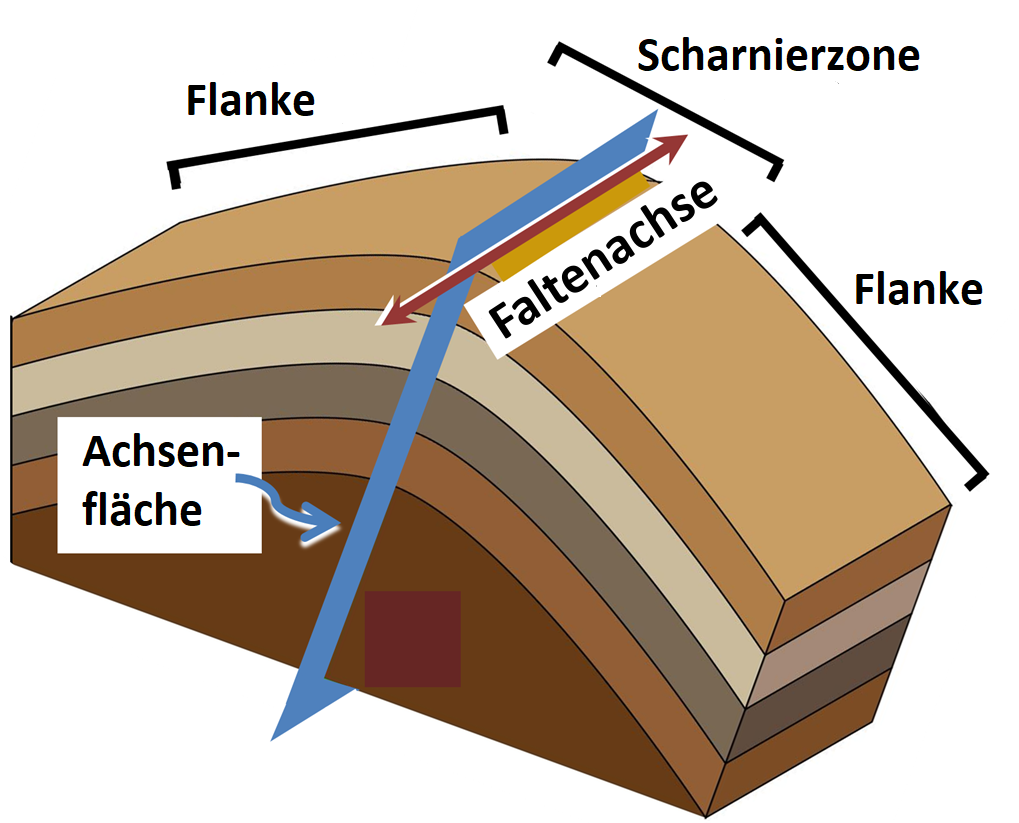
Antiforme Antiklinale mit Faltenachse und Achsenfläche. Die Vergenz läuft nach rechts.

- Scharnier: kleinster Radius, oft am Scheitelpunkt zu finden, muss aber nicht zwingend dort sein,
- Scheitel(-punkt): höchster Punkt einer Falte,
- Trog: tiefster Punkt einer Falte,
- Wendepunkt oder 'Umbiegepunkt: Übergang von der einen in die andere Falte,
- Schenkel oder Flanke': Bereich zwischen Scheitelpunkt und Wendepunkt.

Bei gekippten Falten kann man die beiden Schenkel unterteilen in:
- Vorderschenkel (der kürzere),
- Rückschenkel (der längere),

- Scharnierline, Faltenachse: Verbindung zwischen mind. 2 Falten, erlaubt die räumliche Einordnung
- Faltenachsenebene oder Faltenachsenfläche: eine Fläche, welche die Scharnierlinien verschiedener Schichten verbindet,
- Vergenz: gibt die Richtung an, in die eine asymmetrische (d. h. in eine Richtung gekippte) Falte geneigt ist. Symmetrische Falten haben keine Vergenz,
- Öffnungswinkel: beschreibt den Winkel zwischen den beiden Umbiegepunkten.

## Antiform und Synform bzw. Synklinale und Antiklinale

Die ursprünglich älteren Schichten treten am Kern der Antiklinale an die Oberfläche

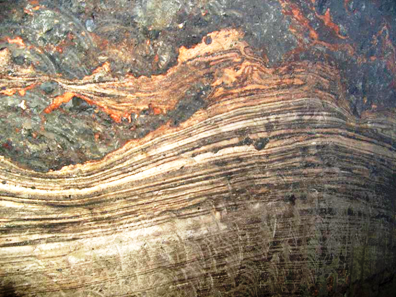
Gefaltetes Gestein (Haselgebirge) im Salzbergwerk Berchtesgaden

Die Form einer Falte wird beschrieben durch die Begriffe:
- Synform: nach oben offen
- Antiform: nach unten offen.

Das Alter des Gesteins, das an der Innenseite der Falte liegt, wird beschrieben durch die Begriffe:
- Synklinale: jüngere Gesteine an der Innenseite,
- Antiklinale: ältere Gesteine an der Innenseite.

Die Ablagerung findet normalerweise nach dem Stratigraphischen Prinzip statt, das besagt, dass jüngere Schichten weiter oben abgelagert werden (grüne Felder in Tabelle). In diesem Fall kommt bei einer Antiform die ältere Schicht innen zu liegen (Antiklinale Antiform), bei einer Synform dagegen die jüngere Schicht (synklinale Synform).
Wenn die Altersabfolge umgekehrt ist, d. h. jüngere Schichten weiter unten (z. B. aufgrund von Überschiebungen; rote Felder in Tabelle), ändern sich die Beziehungen in der Falte: In diesem Fall hat die Antiform im Kern junges Material (antiforme Synklinale), und die Synform hat älteres Material im Faltenkern (synforme Antiklinale).
|                                | Synklinale (jüngere Gesteine im Faltenkern) | Antiklinale (ältere Gesteine im Faltenkern)  |
| ------------------------------ | ------------------------------------------- | -------------------------------------------- |
| Synform (nach unten gerichtet) | synklinale Synform / synforme Synklinale    | antiklinale Synform / synforme Antiklinale   |
| Antiform (nach oben gerichtet) | synklinale Antiform / antiforme Synklinale  | antiklinale Antiform / antiforme Antiklinale |

## Parasitäre Falten
Parasitäre Falten oder auch Falten 2. Ordnung sind kleinere Verfaltungen innerhalb einer größeren Falte. Dadurch ist ein Rückschluss auf die Falte der 1. Ordnung aufgrund der parasitären Falte möglich.
Da sie ähnlich wie Buchstaben aussehen, lassen sich Parasitäre Falten unterteilen in:
- Z-Falten: Vergenz im Uhrzeigersinn,
- S-Falten: Vergenz gegen den Uhrzeigersinn,
- M-Falten: symmetrisch (keine Vergenz),[1]